# Julia Creek Airport
Julia Creek Airport är en flygplats i Australien. Den ligger i kommunen McKinlay och delstaten Queensland, omkring 1 400 kilometer nordväst om delstatshuvudstaden Brisbane. Julia Creek Airport ligger 126 meter över havet.
Trakten runt Julia Creek Airport är nära nog obefolkad, med mindre än två invånare per kvadratkilometer..
Trakten runt Julia Creek Airport består i huvudsak av gräsmarker. Genomsnittlig årsnederbörd är 472 millimeter. Den regnigaste månaden är februari, med i genomsnitt 112 mm nederbörd, och den torraste är september, med 2 mm nederbörd.